# Vincetoxicum utriculosum
Vincetoxicum utriculosum är en oleanderväxtart som först beskrevs av Julien Noël Costantin, och fick sitt nu gällande namn av S. Liede. Vincetoxicum utriculosum ingår i släktet tulkörter, och familjen oleanderväxter. Inga underarter finns listade i Catalogue of Life.